# Sun Valley (Idaho)
Sun Valley is een plaats (city) in de Amerikaanse staat Idaho en valt bestuurlijk gezien onder Blaine County.

## Demografie
Bij de volkstelling in 2000 werd het aantal inwoners vastgesteld op 1427.
In 2006 is het aantal inwoners door het United States Census Bureau geschat op 1452, een stijging van 25 (1,8%).

## Geografie
Volgens het United States Census Bureau beslaat de plaats een oppervlakte van
25,6 km², geheel bestaande uit land. Sun Valley ligt op ongeveer 1824 m boven zeeniveau.

## Plaatsen in de nabije omgeving
De onderstaande figuur toont nabijgelegen plaatsen in een straal van 52 km rond Sun Valley.